# Copa América 1926
De Copa América 1926 (eigenlijk de Zuid-Amerikaans voetbalkampioenschap 1926, want de naam Copa América werd pas na 1975 gedragen) was een toernooi gehouden in Santiago, Chili van 12 oktober tot 3 november 1926.
Er was geen kwalificatie voor het toernooi. De deelnemende landen waren Argentinië, Bolivia, Chili, Paraguay en Uruguay.
Brazilië trok zich terug voor de tweede keer. Bolivia deed voor de eerste keer mee.

## Deelnemende landen
| Land           | Aantal deelnames | Huidig aantal deelnames op rij | Vorige deelname |
| -------------- | ---------------- | ------------------------------ | --------------- |
| Argentinië (t) | 10de             | 10                             | 1925            |
| Bolivia        | 1ste             | 1                              | -               |
| Chili (g)      | 7de              | 1                              | 1924            |
| Paraguay       | 6de              | 6                              | 1925            |
| Uruguay        | 9de              | 1                              | 1924            |

- (g) = gastland
- (t) = titelverdediger

## Stadion
| Santiago                                             |
| ---------------------------------------------------- |
| Estadio Campos de Sports de Ñuñoa Capaciteit: 20.000 |
| · Santiago (Chili)                                   |

## Scheidsrechters
De organisatie nodigde in totaal 6 scheidsrechters uit voor 10 duels. Tussen haakjes staat het aantal gefloten duels tijdens de Copa América 1926.

## Eindstand
| Land       | Wed | Win | Gel | Ver | DV | DT | +/− | Pnt |
| ---------- | --- | --- | --- | --- | -- | -- | --- | --- |
| Uruguay    | 4   | 4   | 0   | 0   | 17 | 2  | +15 | 8   |
| Argentinië | 4   | 2   | 1   | 1   | 14 | 3  | +11 | 5   |
| Chili      | 4   | 2   | 1   | 1   | 14 | 6  | +8  | 5   |
| Paraguay   | 4   | 1   | 0   | 3   | 8  | 20 | –12 | 2   |
| Bolivia    | 4   | 0   | 0   | 4   | 2  | 24 | –22 | 0   |

## Wedstrijden
Elk land moest één keer tegen elk ander land spelen. De puntenverdeling was als volgt:
- twee punten voor winst,
- één punt voor gelijkspel,
- nul punten voor verlies.

|                                    |                                                                 |       |             |                                                                         |
| 12 oktober 1926 «onderlinge duels» | Chili                                                           | 7 – 1 | Bolivia     | Estadio Sport de Ñuñoa, Santiago Scheidsrechter: Norberto Luis Gallieri |
| 12 oktober 1926 «onderlinge duels» | Ramírez 10' Subiabre 14' Arellano 15', 41', 80', 84' Moreno 47' |       | Aguilar 89' | Estadio Sport de Ñuñoa, Santiago Scheidsrechter: Norberto Luis Gallieri |

|                                    |                                                   |       |         |                                                                |
| 16 oktober 1926 «onderlinge duels» | Argentinië                                        | 5 – 0 | Bolivia | Estadio Sport de Ñuñoa, Santiago Scheidsrechter: Aníbal Tejada |
| 16 oktober 1926 «onderlinge duels» | Cherro 9', 19' Sosa 31' Delgado 43' De Miguel 74' |       |         | Estadio Sport de Ñuñoa, Santiago Scheidsrechter: Aníbal Tejada |

|                                    |                                   |       |                     |                                                                     |
| 17 oktober 1926 «onderlinge duels» | Uruguay                           | 3 – 1 | Chili               | Estadio Sport de Ñuñoa, Santiago Scheidsrechter: Pedro José Malbrán |
| 17 oktober 1926 «onderlinge duels» | Borjas 22' Castro 32' Scarone 55' |       | Subiabre 65' (pen.) | Estadio Sport de Ñuñoa, Santiago Scheidsrechter: Pedro José Malbrán |

|                                    |                                                                   |       |          |                                                                    |
| 20 oktober 1926 «onderlinge duels» | Argentinië                                                        | 8 – 0 | Paraguay | Estadio Sport de Ñuñoa, Santiago Scheidsrechter: Francisco Jiménez |
| 20 oktober 1926 «onderlinge duels» | Sosa 11', 32', 59', 87' Cherro 16' Delgado 40', 42' De Miguel 52' |       |          | Estadio Sport de Ñuñoa, Santiago Scheidsrechter: Francisco Jiménez |

|                                    |             |       |                                                           |                                                                |
| 23 oktober 1926 «onderlinge duels» | Bolivia     | 1 – 6 | Paraguay                                                  | Estadio Sport de Ñuñoa, Santiago Scheidsrechter: Aníbal Tejada |
| 23 oktober 1926 «onderlinge duels» | C. Soto 88' |       | C. Ramírez 16', 24' J. Ramírez 45', 58', 63' I. López 88' | Estadio Sport de Ñuñoa, Santiago Scheidsrechter: Aníbal Tejada |

|                                    |            |                       |         |                                                               |
| 24 oktober 1926 «onderlinge duels» | Argentinië | 0 – 2                 | Uruguay | Estadio Sport de Ñuñoa, Santiago Scheidsrechter: Miguel Barba |
| 24 oktober 1926 «onderlinge duels» |            | Borjas 22' Castro 73' |         | Estadio Sport de Ñuñoa, Santiago Scheidsrechter: Miguel Barba |

|                                    |                                           |       |         |                                                                     |
| 28 oktober 1926 «onderlinge duels» | Uruguay                                   | 6 – 0 | Bolivia | Estadio Sport de Ñuñoa, Santiago Scheidsrechter: Juan Pedro Barbera |
| 28 oktober 1926 «onderlinge duels» | Scarone 9', 12', 28', 39', 81' Romano 67' |       |         | Estadio Sport de Ñuñoa, Santiago Scheidsrechter: Juan Pedro Barbera |

|                                    |                        |       |               |                                                               |
| 31 oktober 1926 «onderlinge duels» | Chili                  | 1 – 1 | Argentinië    | Estadio Sport de Ñuñoa, Santiago Scheidsrechter: Miguel Barba |
| 31 oktober 1926 «onderlinge duels» | Guillermo Saavedra 25' |       | Tarasconi 42' | Estadio Sport de Ñuñoa, Santiago Scheidsrechter: Miguel Barba |

|                                    |                                                      |       |                           |                                                                    |
| 1 november 1926 «onderlinge duels» | Uruguay                                              | 6 – 1 | Paraguay                  | Estadio Sport de Ñuñoa, Santiago Scheidsrechter: Francisco Jiménez |
| 1 november 1926 «onderlinge duels» | Castro 16', 23', 32', 72' Saldombide 47' (pen.), 82' |       | Fleitas Solich 58' (pen.) | Estadio Sport de Ñuñoa, Santiago Scheidsrechter: Francisco Jiménez |

|                                    |                                         |       |                 |                                                                |
| 3 november 1926 «onderlinge duels» | Chili                                   | 5 – 1 | Paraguay        | Estadio Sport de Ñuñoa, Santiago Scheidsrechter: Aníbal Tejada |
| 3 november 1926 «onderlinge duels» | Arellano 21', 64', 71' Ramírez 42', 82' |       | Vargas Peña 85' | Estadio Sport de Ñuñoa, Santiago Scheidsrechter: Aníbal Tejada |

|                   |
| Vlag van Uruguay  |
| URUGUAY 6de titel |

## Doelpuntenmakers
7 doelpunten
- David Arellano

6 doelpunten
- Héctor Castro
- Héctor Scarone

5 doelpunten
- Gabino Sosa

4 doelpunten
- Manuel Ramírez

3 doelpunten
- Héctor Cherro

- Benjamín Delgado

- Pablo Ramírez

2 doelpunten
- Antonio De Miguel
- Guillermo Subiabre

- Carlos Ramírez
- René Borjas

- Zoilo Saldombide

1 doelpunt
- Tarasconi
- Aguilar
- C. Soto

- Moreno
- Fleitas Solich
- I. López

- Vargas Peña
- Romano

1916 · 
1917 · 
1919 · 
1920 · 
1921 · 
1922 · 
1923 · 
1924 · 
1925 · 
1926 · 
1927 · 
1929 · 
1935 · 
1937 · 
1939 · 
1941 · 
1942 · 
1945 · 
1946 · 
1947 · 
1949 · 
1953 · 
1955 · 
1956 · 
1957 · 
1959 · 
1959 · 
1963 · 
1967 · 
1975 · 
1979 · 
1983 · 
1987 · 
1989 · 
1991 · 
1993 · 
1995 · 
1997 · 
1999 · 
2001 · 
2004 · 
2007 · 
2011 · 
2015 · 
2016 ·
2019 ·
2021 ·
2024